# Sylwia (królowa Szwecji)
Sylwia Renata Sommerlath (Silvia Renate; ur. 23 grudnia 1943 w Heidelbergu) – królowa Szwecji od 19 czerwca 1976 roku jako żona Karola XVI Gustawa. Od 2011 roku jest najdłużej panującą królową Szwecji.
Ma troje dzieci – Wiktorię (ur. 1977), Karola Filipa (ur. 1979) i Magdalenę (ur. 1982). Zajmują oni kolejno pierwsze, czwarte i ósme miejsce w linii sukcesji do szwedzkiego tronu.

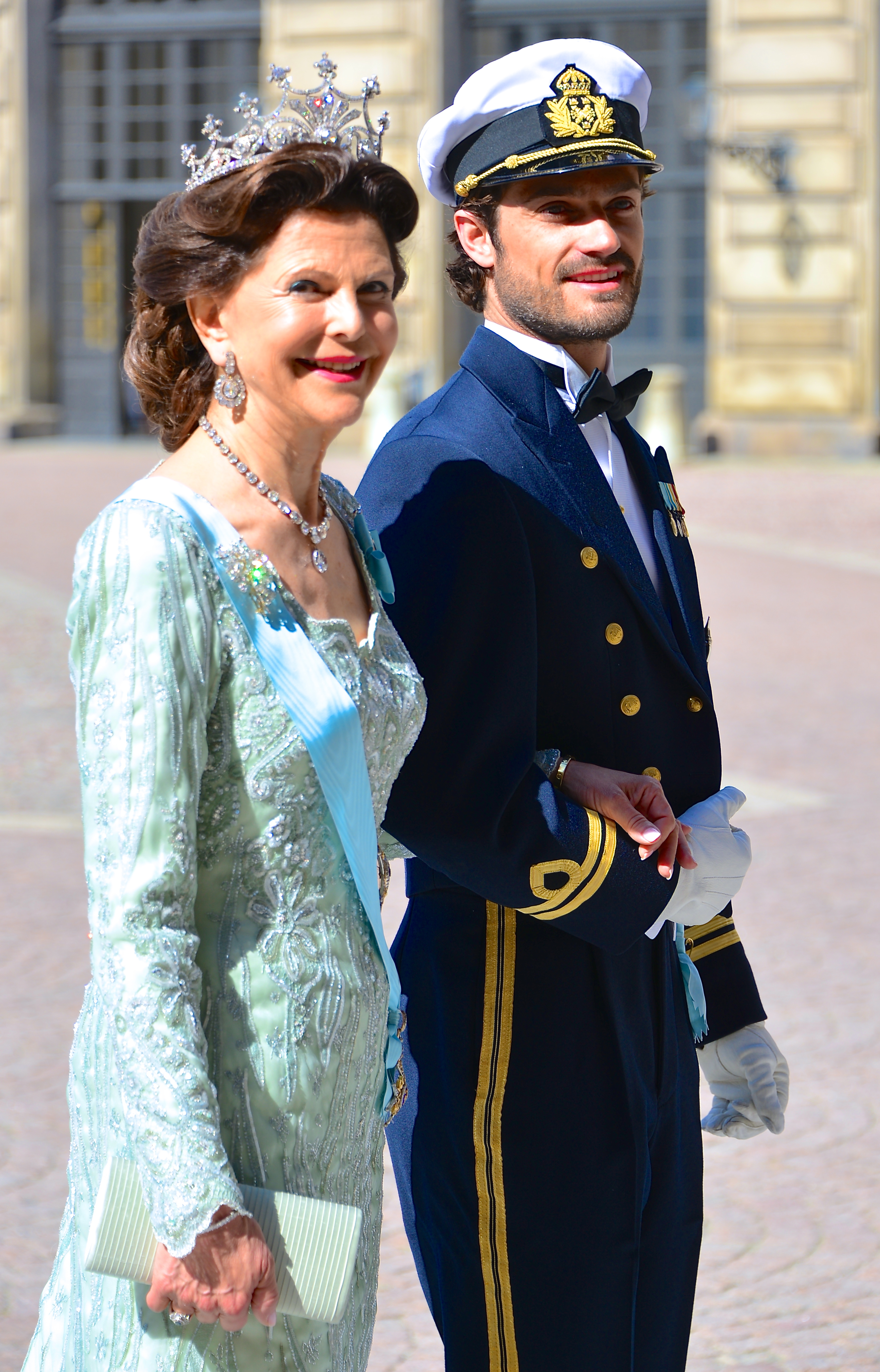
Sylwia z synem, Karolem Filipem, podczas ślubu najmłodszej córki, Magdaleny (2013)

## Życiorys

### Dzieciństwo i młodość
Urodziła się 23 grudnia 1943 roku w Heidelbergu w Niemczech jako jedyna córka Walthera Sommerlatha (przedsiębiorcy robiącego interesy na mieniu odebranym Żydom i członka NSDAP) i jego żony, Alice Soares de Toledo. Jej ojciec był Niemcem, natomiast matka – Brazylijką. Ze strony matki jest potomkinią króla Portugalii, Alfonsa III, oraz jego konkubiny, Marii Peres de Enxara. Sylwia miała trzech braci – Ralfa (ur. 1929), Walthera (1934-2020) i Jörga (1941-2006).
O swoim dzieciństwie w jednym z wywiadów powiedziała: „Można powiedzieć, że mam pozostałości obu kultur (brazylijskiej i niemieckiej), coś, co pozwoliło mi poznać to, co najlepsze z obu światów. Moja matka była katoliczką, a mój ojciec, protestant, dorastał w domu, w którym zawsze panowała tolerancja i szacunek”.
Dorastała w São Paulo w Brazylii w latach 1947–1957, gdzie rodzina przeniosła się po zakończeniu drugiej wojny światowej. O tym okresie powiedziała później: „Nie mam żadnych wspomnień z samego początku pobytu w Brazylii. Byłam taka mała, kiedy przyjechaliśmy do Brazylii... Ale pamiętam, że lubiłam pomarańcze, których nie było w Niemczech w czasie wojny”. W 1957 rodzina powróciła do Niemiec.
W 1963 roku Sylwia ukończyła szkołę średnią w Düsseldorfie, a w 1965 roku rozpoczęła naukę w szkole tłumaczy w Monachium, którą ukończyła po czterech latach, w 1969 roku. Już wówczas wykazywała ogromne zdolności lingwistyczne i mogła porozumiewać się aż w pięciu językach: niemieckim, portugalskim, angielskim, hiszpańskim i francuskim. Dzięki swoim znajomościom różnych języków w 1972 roku otrzymała pracę hostessy i tłumaczki podczas Igrzysk Olimpijskich w Monachium, gdzie poznała swojego przyszłego męża – ówczesnego następcę szwedzkiego tronu, późniejszego króla Szwecji, Karola XVI Gustawa.

### Królowa Szwecji

Sylwia z mężem, Karolem XVI Gustawem, oraz parą prezydencką Stanów Zjednoczonych, Ronaldem Reaganem oraz jego żoną, Nancy (1988)

W 1976 roku wyszła za mąż za Karola XVI Gustawa i tym samym stała się królową Szwecji. Pierwsze lata w Szwecji oznaczały dla Sylwii konieczność nauczenia się kolejnego języka – szwedzkiego, a także konieczność przystosowania się do zasad panujących na dworze królewskim. Nie wspomina jednak źle tego okresu – podczas udzielania jednego z wywiadów powiedziała: „Wszyscy mieli dobre intencje. Wszyscy chcieli mnie wspierać i tam byli. A król był wspaniały, powiedział: Powiedz, co myślisz, wyjaśnij, czego chcesz, powiedz, co zamierzasz zrobić. Naprawdę mnie wspierał”.
Po jednej z wizyt zagranicznych, która miała miejsce w 1983 roku, na Sylwię spadła duża krytyka za ubiór, w jakim się prezentowała. Po latach powiedziała: „Kiedy ludzie omawiają moje kapelusze, zazwyczaj zastanawiam się, co by było, gdybym była oceniana bardziej za to, co mam w głowie, niż na niej”. 
Pod koniec lat 90. Sylwia zaangażowała się w niesienie pomocy osobom z demencją. Impulsem do podjęcia działań na ich rzecz była rozwijająca się choroba Alzheimera u jej matki, Alice Sommerlath. „Kiedy moja matka miała demencję, często pytała o mojego ojca, który już zmarł. Za każdym razem była to tragedia. Kiedy (zmarł)? A ty nic nie powiedziałaś! Potem nauczyłam się mówić prawdę, ale odsuwać problem. Grać w grę...” – wspominała później Sylwia, przyznając, że był to bardzo trudny okres w jej życiu: „To było bardzo smutne. Tak wiele rzeczy się (wtedy) zmienia i trudno jest wiedzieć, jak być wsparciem”. Ostatecznie te doświadczenia skłoniły królową do założenia w 1996 roku Stiftelsen Silviahemmet – organizacji zajmującej się wspieraniem licznych działań na rzecz chorych na demencję, a także zapewnieniem opieki dla takich osób oraz szkoleniem pielęgniarek wyspecjalizowanych w tym zakresie. Sylwia bierze czynny udział w działaniach założonej przez siebie organizacji. Ponadto co roku Silviahemmet organizuje również Queen Silvia Nursing Award, czyli konkurs dla studentów pielęgniarstwa lub dyplomowanych pielęgniarek. Konkurs zawdzięcza swoją nazwę królowej Sylwii.
W 1999 roku założyła również World Childhood Foundation. Celem organizacji jest zapewnienie dzieciom bezpieczne i pełne miłości dzieciństwo, wolne od przemocy, wyzysku i wykorzystywania seksualnego. W działalność organizacji, oprócz królowej, najbardziej spośród dzieci Sylwii angażuje się jej najmłodsza córka, Magdalena, która jest obecnie jednym z członkiem zarządu.
W lutym 2021 roku została przewieziona do szpitala ze względu na złamanie prawego nadgarstka.
W lipcu 2021 roku wzięła udział w cyfrowej inauguracji Domu Dziecka w Ortenau w Niemczech. Sierociniec jest piątym tego typu budynkiem w Niemczech – inne znajdują się w Heidelbergu, Lipsku, Düsseldorfie i Berlinie – który został otwarty dzięki założonemu przez Sylwię World Childhood Foundation.
W styczniu 2022 roku u pary królewskiej, która dwa miesiące wcześniej otrzymała dawkę przypominającą szczepionki, został zdiagnozowany Covid-19. W oficjalnym komunikacie podano, że król i królowa „mają łagodne objawy i dobrze się czują w danych okolicznościach”. Kilka dni później pozytywny wynik testu na SARS-CoV-2 otrzymała córka pary królewskiej, Wiktoria, a następnie jej mąż – Daniel.

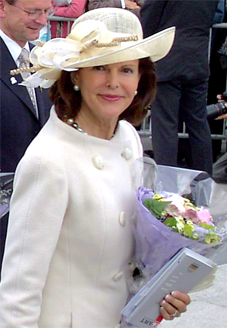
Sylwia podczas wizyty w Oslo, stolicy Norwegii (2005)

## Życie prywatne

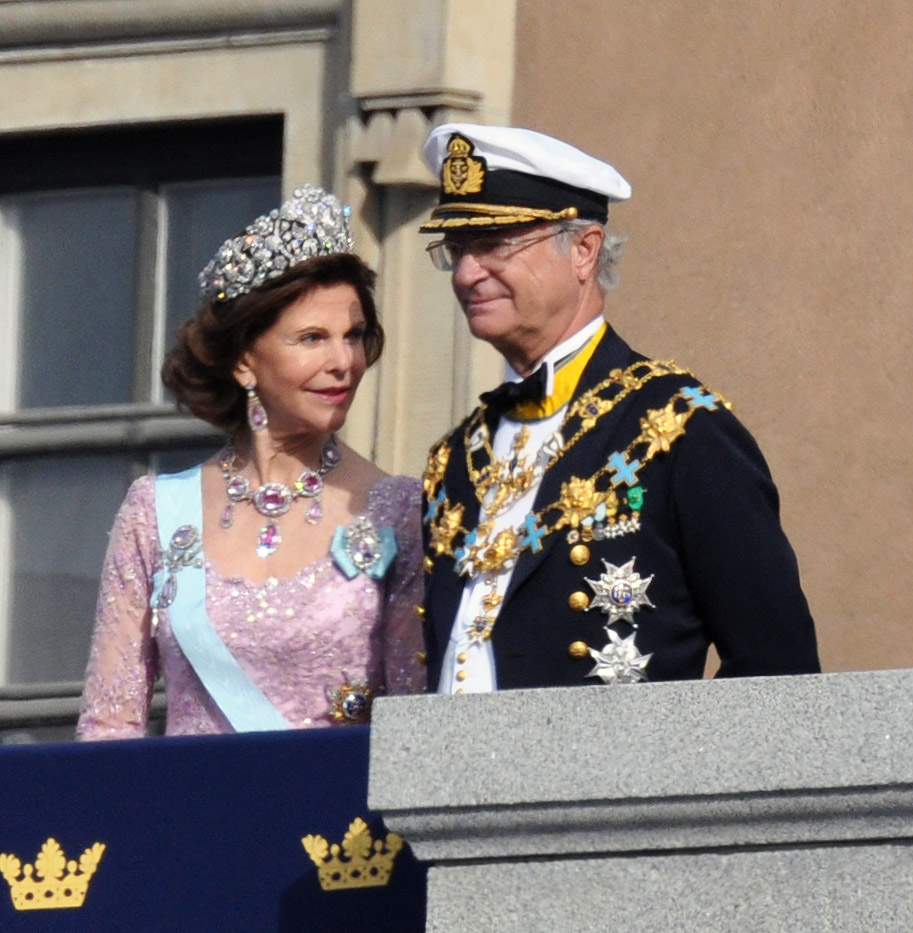
Sylwia z mężem podczas ślubu najstarszej córki, Wiktorii (2010)

W 1972 roku w czasie Igrzysk Olimpijskich w Monachium pracowała jako hostessa i tłumaczka. Dzięki temu poznała ówczesnego następcę szwedzkiego tronu, Karola Gustawa Bernadotte. „To po prostu kliknęło” (szw. „Det sa bara klick!”) – wyznał on później w jednym z wywiadów, przyznając tym samym, że zakochał się w Sylwii od pierwszego wejrzenia. Miłość została odwzajemniona, jednakże spotkała się z nieprzychylnością ze strony ówczesnego króla Szwecji, Gustawa VI Adolfa. Monarcha nie był zadowolony z wyboru wnuka – zwracał uwagę głównie na niearystokratyczne pochodzenie oraz rodzinę Sylwii, a konkretnie powiązania jej ojca z nazistami. Ostatecznie po śmierci dziadka Karol Gustaw stał się królem Szwecji i mógł bez przeszkód ożenić się z Sylwią. Zaręczyny zostały oficjalnie ogłoszone 12 marca 1976 roku. Sylwia od narzeczonego otrzymała pierścionek zaręczynowy, który wcześniej należał do jego matki, Sybilli Koburg. W przeddzień ślubu w Operze Królewskiej w Sztokholmie odbyła się uroczysta gala na cześć nowożeńców, podczas której szwedzki zespół ABBA zadedykował Sylwii jeden ze swoich najbardziej znanych utworów, Dancing Queen.

### Małżeństwo
Ślub pary odbył się 19 czerwca 1976 roku w protestanckim Kościele św. Mikołaja w Sztokholmie (szw. Storkyrkan). „Byłam szczęśliwa, ale również czułam wewnętrzny spokój i harmonię. To było tak, jakbym była sama na świecie z moim przyszłym mężem. W okolicy nie było nikogo” – wspominała później Sylwia. Ceremonii zaślubin przewodniczył arcybiskup Uppsali, Olof Sundby.  W dniu ślubu Sylwia była ubrana w białą, jedwabną suknię Dior. Założyła również rodzinny welon, który jej zmarła teściowa otrzymała od najmłodszego syna Oskara II, Eugeniusza, który zaś otrzymał go od swojej matki, Zofii Wilhelminy Nassau. Welon ten, podobnie jak tiara Cameo, noszony jest tradycyjnie przez panny młode związane ze szwedzką rodziną królewską– ostatni raz na swój ślub założyła go córka Sylwii, obecna następczyni tronu Szwecji, Wiktoria.

### Potomstwo
Wraz z mężem doczekała się trojga dzieci:
- Wiktoria (szw. Victoria Ingrid Alice Désirée; ur. 14 lipca 1977 w Solnie). W wyniku zmian w sukcesji od stycznia 1979 roku jest następczynią szwedzkiego tronu. W 2010 roku wyszła za mąż za trenera personalnego, Daniela Westlinga. Ma z nim dwoje dzieci – Stellę (ur. 2012) i Oskara (ur. 2016).
- Karol Filip (szw. Carl Philip Edmund Bertil; ur. 13 maja 1979 w Sztokholmie). Przez kilka miesięcy był następcą szwedzkiego tronu. Utracił tę funkcję na rzecz starszej siostry, Wiktorii. W 2015 roku ożenił się ze szwedzką modelką, Zofią Hellqvist. Ma z nią trzech synów – Aleksandra (ur. 2016), Gabriela (ur. 2017) i Juliana (ur. 2021) oraz córkę, Ines (ur. 2025).
- Magdalena (szw. Madeleine Thérèse Amelie Josephine; ur. 10 czerwca 1982 w pałacu Drottningholm). W 2013 roku wyszła za mąż za biznesmena, Christophera O’Neilla. Ma z nim troje dzieci – Eleonorę (ur. 2014), Mikołaja (ur. 2015) i Adriannę (ur. 2018). Jako jedyna spośród wszystkich dzieci króla nie przebywa na stałe w Szwecji. Obecnie wraz z rodziną mieszka w Stanach Zjednoczonych.

### Niewierność męża
Przez lata król uważany był za wzorowego męża i ojca. Wszystko zmieniło się w 2010 roku, gdy została wydana książka Thomasa Sjöberga „Den motvillige monarken” (pol. Niechętny monarcha). Autor wykazał w niej, że mąż Sylwii otaczał się różnymi kobietami, również striptizerkami. Król miał nawet, razem ze swoją kochanką, którą miała być członkini Army of Lovers, modelka i piosenkarka, Camilla Henemark, planować wyjazd na bezludną wyspę.

## Działalność społeczna
W lipcu 2000 roku królowa szwedzka została matką chrzestną największego współcześnie zbudowanego żaglowca świata, który otrzymał nazwę „Royal Clipper”.

Monogram królewski królowej Sylwii

## Tytulatura
1943-1976: Sylwia Sommerlath

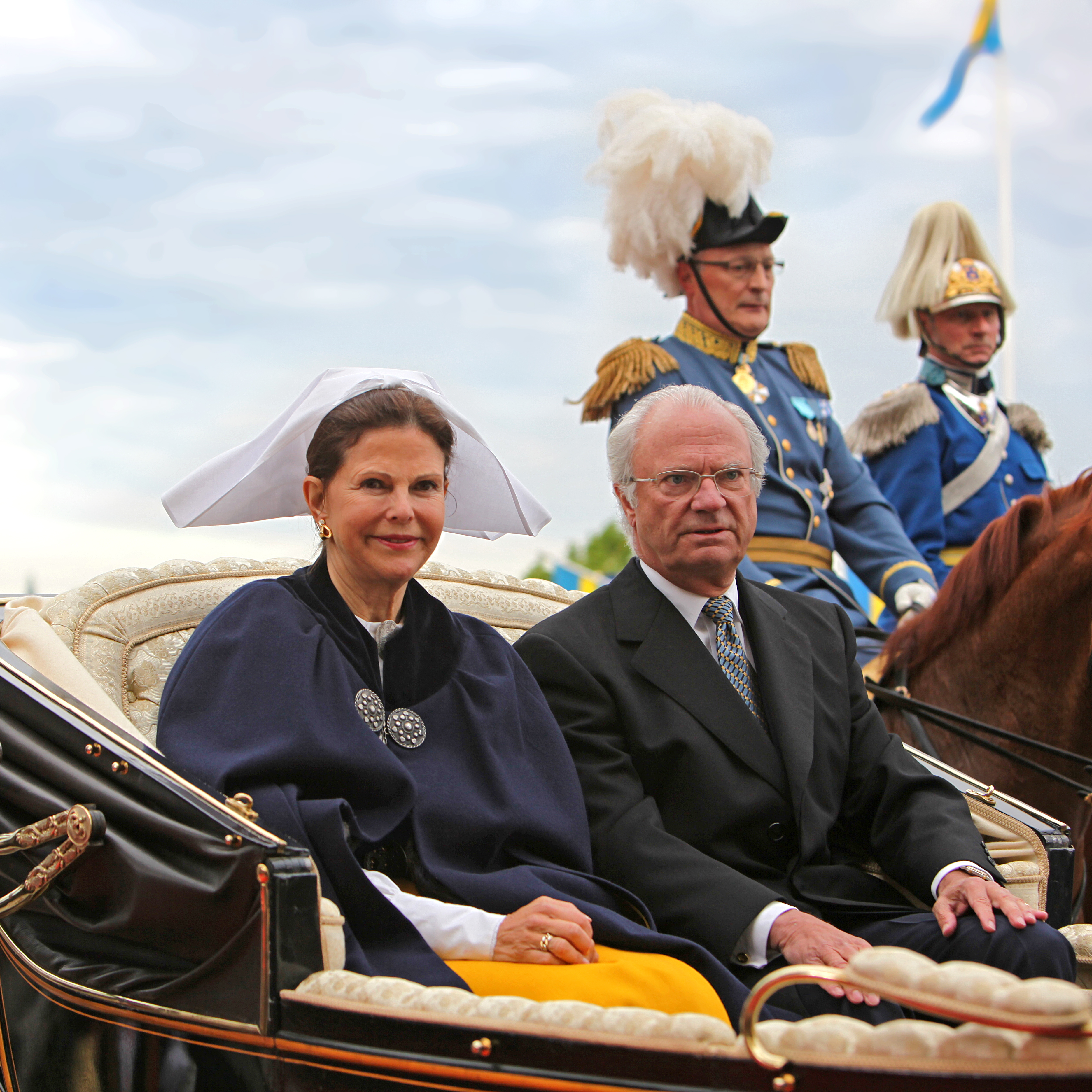
Sylwia z mężem podczas Święta Narodowego Szwecji (2009)

Od 1976: Jej Królewska Mość królowa Szwecji

## Odznaczenia
- Order Izabeli Katolickiej (Hiszpania) – 1979[64]
- Wielka Gwiazda Odznaki Honorowej za Zasługi dla Republiki Austrii (Austria) – 1979[65]
- Order Sokoła Islandzkiego (Islandia) – 1981[66]
- Order Słonia (Dania) – 1985[67]
- Order Chrystusa (Portugalia) – 1987[68]
- Order Zasługi Republiki Włoskiej (Włochy) – 1991[69]
- Order Uśmiechu (Polska) – 1999[70]
- Order Księcia Jarosława Mądrego (Ukraina) – 1999[71]
- Order za Wybitne Zasługi (Słowenia, 2004)[72]
- Order Infanta Henryka (Portugalia) – 2008[68]
- Order Orła Białego (Polska) – 2011[73]
- Wielki Order Królowej Jeleny (Chorwacja) – 2013[74]
- Order „Za Zasługi dla Litwy” (Litwa) – 2015[75]
- Order Karola III (Hiszpania) – 2021[76]

## Genealogia
| Pradziadkowie                           | Carl Sommerlath (1834–1897) ∞1858 Anna Tille (1830–1898)                | Carl Sommerlath (1834–1897) ∞1858 Anna Tille (1830–1898)                | Johann Waldau (1828–1896) ∞1856 Sophie Schmidt (1824–1911)              | Johann Waldau (1828–1896) ∞1856 Sophie Schmidt (1824–1911)              | Joaquim Floriano de Toledo (1842-?) ∞1865 Maria Julia de Barros (1849-?)    | Joaquim Floriano de Toledo (1842-?) ∞1865 Maria Julia de Barros (1849-?)    | Emiliano Baptista Soares (1852-1914) ∞ Joaquina Dias Novaes (1856-?)        | Emiliano Baptista Soares (1852-1914) ∞ Joaquina Dias Novaes (1856-?)        |
| Dziadkowie                              | Moritz Sommerlath (1864-1944) ∞1886 Erna Waldau (1864-1944)             | Moritz Sommerlath (1864-1944) ∞1886 Erna Waldau (1864-1944)             | Moritz Sommerlath (1864-1944) ∞1886 Erna Waldau (1864-1944)             | Moritz Sommerlath (1864-1944) ∞1886 Erna Waldau (1864-1944)             | Arthur Floriano de Toledo (1873-1935) ∞1900 Elisa Novaes Soares (1881-1928) | Arthur Floriano de Toledo (1873-1935) ∞1900 Elisa Novaes Soares (1881-1928) | Arthur Floriano de Toledo (1873-1935) ∞1900 Elisa Novaes Soares (1881-1928) | Arthur Floriano de Toledo (1873-1935) ∞1900 Elisa Novaes Soares (1881-1928) |
| Rodzice                                 | Walther Sommerlath (1901-1990) ∞1925 Alice Soares de Toledo (1906-1997) | Walther Sommerlath (1901-1990) ∞1925 Alice Soares de Toledo (1906-1997) | Walther Sommerlath (1901-1990) ∞1925 Alice Soares de Toledo (1906-1997) | Walther Sommerlath (1901-1990) ∞1925 Alice Soares de Toledo (1906-1997) | Walther Sommerlath (1901-1990) ∞1925 Alice Soares de Toledo (1906-1997)     | Walther Sommerlath (1901-1990) ∞1925 Alice Soares de Toledo (1906-1997)     | Walther Sommerlath (1901-1990) ∞1925 Alice Soares de Toledo (1906-1997)     | Walther Sommerlath (1901-1990) ∞1925 Alice Soares de Toledo (1906-1997)     |
| Sylwia Sommerlath (ur. 23 grudnia 1943) |                                                                         |                                                                         |                                                                         |                                                                         |                                                                             |                                                                             |                                                                             |                                                                             |